# Scottie Wilbekin
Scottie Wilbekin, né le 5 avril 1993, à Gainesville en Floride, est un joueur américain naturalisé turc de basket-ball. Il évolue au poste de meneur.

## Biographie

### Lycée Rock (2006-2010)
La carrière de Wilbekin débute lors de son entrée au lycée Rock au début de la saison 2006-2007, situé dans sa ville natale à Gainesville en Floride. Il se fait remarquer au cours de sa troisième année au lycée lors de la saison 2008-2009, où ses moyennes statistiques sont très correctes de 19 points, 5 rebonds et 5 passes décisives par match. Il obtient le prix du joueur de l’année par un journal local de la ville, le Gainesville Sun (en). L’année suivante lors de la saison 2009-2010, sa dernière dans le cursus lycéen, il est entraîné par son père, Svend Wilbekin. Scottie Wilbekin saute sa dernière année au lycée Rock pour s'inscrire à l’université de Floride.

#### Gators de la Floride (2010-2014)
En 2010, Wilbekin rejoint l’université de Floride à Gainesville, en Floride. Il effectue donc sa carrière universitaire pour les Gators de la Floride pendant quatre ans (de 2010 à 2014) sous les ordres de l'entraîneur Billy Donovan. Lors de ses deux premières saisons universitaires, il joue 74 matchs mais avec un faible temps de jeu par match. Ses moyennes statistiques lors de ses deux années sont de 2,5 points, 1,5 rebond, 1,6 passe décisive.
En troisième année lors de saison 2012-2013, il entre dans le 5 majeur de son équipe. Il dispute 35 matchs et atteint avec son équipe les finales régionales (Elite 8 de la March Madness) du championnat NCAA masculin de basket-ball. Ses statistiques sont à la hausse, avec des moyennes de 9,1 points, 2,9 rebonds, 5 passes décisives, 1,5 interception par match, dont un remarquable pourcentage de tir réussi de 51 % dont 35,9 % à trois points. Il remporte avec les Gators la saison régulière de la Southeastern Conference (SEC). Il est également élu dans le meilleur 5 défensif de la conférence de son équipe ainsi que dans les mentions honorables des meilleurs joueurs de la conférence. Le potentiel de ses qualités défensives, sa vision du jeu ainsi que les choix justes de ses tirs adroits sont de plus en plus reconnus, ce qui le classe parmi les joueurs les plus attendus l’année suivante.
Au cours de la saison 2013-2014 (en), Scottie Wilbekin et les Gators terminent la saison régulière de la SEC invaincus en 18 matchs dans la conférence. C’est la première fois qu'une équipe de la SEC accomplit l'exploit de rester invaincue toute la saison dans toutes les confrontations avec les autres membres de la conférence. Ce faisant, Wilbekin remporte le championnat de la saison régulière de la SEC. Après une victoire en finale contre les Wildcats du Kentucky 61 à 60, Wilbekin remporte également le titre de champion du tournoi SEC. Il est élu meilleur joueur et MVP de la conférence de l'année ainsi que dans l'équipe type des meilleurs joueurs américains universitaires et à nouveau dans le meilleur 5 défensifs de l'année. Les deux seules défaites subies les Gators, contre les Badgers du Wisconsin et les Huskies du Connecticut sont des matchs de saison régulière hors de la conférence. Après une saison régulière remarquable de 32 victoires pour 2 défaites, Wilbekin établie ses meilleures statistiques de sa carrière universitaire avec 13,1 points, 2,4 rebonds, 3,6 passes décisives, 1,6 interception par matchs. Les Gators de Wilbekin sont tête de série numéro une de la partie Sud du tournoi final universitaire, et atteignent facilement les demi-finales (appelé communément le Final Four) après avoir facilement battus les Great Danes d'Albany, les Panthers de Pittsburgh, les Bruins d'UCLA et les Flyers de Dayton aux tours précédents.
L'adversaire des Gators en demi-finale était un match revanche contre les Huskies d'UConn, rare et dernière défaite de Wilbekin et de ses coéquipiers le 2 décembre 2013 (64-65 sur un tir à la dernière seconde). Depuis, ils avaient enchaînés une série de 30 victoires consécutives pour atteindre le Final Four. Scottie Wilbekin passe à côté de son match et réalise son deuxième plus mauvais match de la saison, en inscrivant seulement 4 points en 34 minutes de jeu, à 2 sur 9 au tir. Les Gators subissent alors une troisième et nouvelle défaite (63 à 53) contre les futurs champions nationaux universitaires, emmenés par Shabazz Napier, élu meilleur joueur du tournoi final de la NCAA, ce qui met fin aux espoirs de Wilbekin d’aider son équipe à remporter un championnat national, puisqu'il était dans sa dernière année à l’université de Floride.
Scottie Wilbekin décide alors de présenter à la draft 2014 de la NBA. Malgré un taux de réussite à trois points plus que correct (39 % pour sa saison senior à l’université), des qualités de créateur de jeu, de leader sur le terrain et d’une débauche d’énergie en défense sans précédent, le meneur de jeu de 22 ans n’est sélectionné par aucune équipe NBA. En juillet 2014, Wilbekin participe à 5 matchs de la Orlando Pro Summer League dans le cadre de la NBA Summer League avec les Grizzlies de Memphis où l’équipe atteint la finale, perdue contre les Sixers de Philadelphie (91 à 75). Il inscrit en moyenne 3,4 points, 1,2 rebond, 4,8 passes décisives et 2,2 interception par match. Ce même mois, il intègre également les mêmes Sixers de Philadelphie dans le cadre de la Las Vegas NBA Pro Summer League. Il effectue 6 rencontres pour des moyennes de 3,3 points, 2 rebonds, 2,8 passes décisives et 1,2 interception. Malgré ces apparitions, aucune équipe NBA ne lui propose un contrat garanti pour évoluer en NBA.

### Carrière professionnelle (depuis 2014)

#### Cairns Taipans (2014-2015)
Début août 2014, Scottie Wilbekin signe son premier contrat professionnel avec les Cairns Taipans, club australien évoluant dans la National Basketball League (NBL). Il est repéré par l’entraineur principal des Cairns Taipans, Aaron Fearne, lors de son passage aux États-Unis durant l’intersaison. Son contrat dispose d’une clause libératoire si une franchise NBA décide de lui proposer une offre de contrat. Cette clause étant valable jusqu’en décembre 2014, sinon il doit jouer le reste de la saison 2014-2015 avec le club australien. Cette année, Scottie Wilbekin est un joueur phare de son équipe ainsi que du championnat. Il obtient le surnom de Wilbuckets après avoir remporté le premier prix du joueur de la semaine de la saison ainsi que dans le 5 majeur des meilleurs joueurs de la NBL (en anglais All-NBL First Team). Il réalise d’excellentes performances statistiques de 15,2 points, 3,7 rebonds, 4,3 passes décisives, 1,1 interception, ce qui permet aux Cairns Taipans de finir la saison avec un bilan de 21 victoires pour 7 défaites (en) et une première place au classement de la saison régulière. Après avoir battu largement les Perth Wildcats lors des demi-finales, Wilbekin et ses coéquipiers des Taipans affrontent les New Zealand Breakers avec comme meneur de jeu Ekene Ibekwe. La série tourne à l’avantage de l’équipe d’Auckland qui emporte la série 2 victoires à zéro après un tir vainqueur du meilleur joueur adverse lors du deuxième match. Malgré cette défaite en finale du championnat, Wilbekin est nommé joueur défensif de l’année et surtout MVP (en anglais Most Valuable Player) lors d’une cérémonie annuelle organisée par les Cairns Taipans.

#### AEK Athènes (2015)
Après avoir hésité à continuer sa carrière dans la NBA D-League, Scottie Wilbekin signe un contrat le 12 mars 2015 pour rejoindre l’AEK Athènes dans la ligue grecque ESAKE afin de terminer la saison 2014-2015 en Grèce. L’objectif pour Wilbekin en cette fin de saison est de devenir une potentielle recrue pour la NBA. Il dispute neuf matchs avec le club de l’AEK. Ses moyennes sont de 8 points, 2,3 rebonds et 3,9 passes décisives par match.
En juillet 2015, Scottie Wilbekin rejoint le Magic d'Orlando dans le cadre de la Orlando Pro Summer League. Il participe à 5 rencontres pour des moyennes de 9,6 points, 2 rebonds, 2,4 passes décisives et 1,4 interception par match. Comme l’été précédent, il participe également à la Las Vegas Pro Summer League avec les Sixers de Philadelphie. Il effectue une compétition très correcte et se fait remarquer, notamment dans sa moyenne de points inscrits de 14,4 par match. Le 18 juillet 2015, selon Shams Charania (en) du journal américain The Athletic (en), Wilbekin se voit offrir un contrat de quatre ans non garanti par la franchise de Philadelphie à la suite des compétitions d’été où il est performant. Le contrat lui garantit une somme de 200 000 dollars. Le 26 octobre 2015, après avoir participé au camp d'entraînement et à quelques matchs de l’équipe NBA de présaison, il n’est pas retenu dans l’effectif pour la reprise de la saison.

#### Darüşşafaka Doğuş (2015-2018)
Quelques jours suivant début novembre 2015, il signe un contrat de 2 ans avec le club turc du Darüşşafaka Doğuş évoluant en première division turque ainsi qu'en Euroligue lors de la saison 2015-2016. Il s’impose comme un joueur majeur de l’équipe dès sa première saison à travers ses 50 matchs disputés. Dans le championnat turc, il inscrit en moyenne 12,9 points par match alors qu’en Euroligue, il en est à 10,3 points. Sa deuxième saison en 2016-2017 montre encore des performances satisfaisantes pour Wilbekin, avec des statistiques à la fois régulières et légèrement à la hausse. Grâce à ses performances, Darüşşafaka et Wilbekin terminent dans le top 8 de la saison régulière de l’Euroligue, dernière place qualificative pour les play-offs. En mars 2017, Scottie Wilbekin prolonge avec Darüşşafaka deux saisons de plus jusqu’en 2019.
La saison 2017-2018, Darüşşafaka n’est pas qualifié pour l’Euroligue mais participe à l’EuroCoupe (équivalent de la deuxième division européenne). Cette saison pour Scottie Wilbekin est à ce jour la plus aboutie. Il devient le leader d’équipe de manière indiscutable. Il participe au total à 45 matchs avec le club turc dont son meilleur match en carrière en termes de points marqués, le 23 mars 2018, inscrivant 41 points dont un 10 sur 15 à trois points, lors de la demi-finale retour d’EuroCoupe face au Bayern Munich. Wilbekin est désigné MVP de la compétition et permet à son club turc d’atteindre les finales de la compétition européenne cotre le Lokomotiv Kouban-Krasnodar. Le 10 avril 2015, Darüşşafaka et Wilbekin remportent le match aller de la finale à l’extérieur, mettant fin à une série de 20 victoires du Lokomotiv Kouban. Wilbekin s’illustre en marquant 19 points seulement en première mi-temps. Le 13 avril 2018, lors du match retour en Turquie, Wilbekin inscrit 28 points, ce qui le conduit à être élu meilleur joueur des finales de la compétition. Après cette saison hautement réussie, Wilbekin est reconnu comme le meilleur joueur de l’EuroCoupe en étant le meilleur marqueur de points de la compétition avec une moyenne de 19,7 points par match.

#### Maccabi Tel-Aviv (2018-2022)
Le 1er juillet 2018, le joueur alors âgé de 25 ans est convoité par des grandes équipes du basket-ball européen, comme le Fenerbahçe, l’Anadolu Efes et le Maccabi Tel-Aviv, alors qu’il est encore sous contrat avec le Darüşşafaka Doğuş encore une saison. Le 10 juillet 2018, le joueur décide finalement de signer avec le club israélien qui évolue en Euroligue.
Lors de la saison 2018-2019, il devient très vite un joueur de confiance pour son entraineur Ioánnis Sfairópoulos, avec notamment un match à l’extérieur face au Panathinaikos d’Athènes, où Wilbekin passe 36 minutes sur le terrain sur 40 possibles, un record dans sa carrière pour un match sans prolongation. Par ailleurs, il gagne son duel avec Nick Calathes, meneur de l'équipe athénienne (Wilbekin inscrit 24 points et seulement 8 pour son adversaire du soir). Il est par la suite élu co-MVP de la troisième journée d’Euroligue avec le meneur français Rodrigue Beaubois qui évolue avec le Saski Baskonia. Le 20 janvier 2019, il réalise son meilleur match de la saison, avec 36 points lors du derby à l’extérieur malgré la défaite en prolongation contre l’Hapoël Tel-Aviv. Il réalise dans ce même match l’exploit d’inscrire les 25 des 36 derniers points de son équipe dans un seul et dernier quart temps, un record dans l’histoire de la ligue nationale israélienne. Il termine l’exercice de la saison avec des moyennes en Euroligue de 12,9 points et de 13,8 points dans le championnat israélien avec à la clé le 53e titre national pour le club.
La saison 2019-2020, Wilbekin est considéré comme l’un des meilleurs meneurs de jeu qui évolue en Europe. Le 19 novembre 2019, Scottie Wilbekin réalise son meilleur match d’Euroligue avec 28 points inscrits contre le club de Milan. Le 12 décembre 2019, Wilbekin inscrit 22 points, 5 rebonds et 9 passes contre le CSKA Moscou lors d’une victoire 90 à 80 du Maccabi. Il totalise sa meilleure évaluation (33), son meilleur total de rebonds (5), ainsi que le plus de passes décisives délivrés en un match (9) dans la plus grande compétition de basket-ball européen de clubs. Cette saison, en Euroligue, Scottie Wilbekin tourne à 16,3 points, 3,5 passes décisives et 2,5 rebonds de moyenne.
Le 29 janvier 2020, Wilbekin prolonge son contrat avec le Maccabi Tel-Aviv jusqu’à la saison 2022-2023, soit pour trois saisons supplémentaires.

#### Fenerbahçe (depuis 2022)
À l'été 2022, Wilbekin quitte le Maccabi Tel-Aviv et rejoint le Fenerbahçe, club turc. Le contrat court sur trois saisons.

### Carrière internationale (depuis 2018)
Le 18 juin 2018, il obtient officiellement un passeport turc après de nombreuses demandes de la part du joueur. Cela lui permet de jouer désormais pour la sélection nationale de la Turquie. Il dispute son premier match international face à l’Ukraine le 29 juin 2018. Il participe à 5 matchs de qualifications à la Coupe du monde 2019 de la FIBA, avec des moyennes statistiques de 11,2 points, 2 rebonds, 3,8 passes décisives et 1,6 interception. Par la suite, il est sélectionné pour disputer la Coupe du monde en Chine en août-septembre 2019. Lors de la confrontation face aux États-Unis, Wilbekin inscrit 12 points et 3 passes, dans un match serré où la Turquie est tout proche de créer l’exploit. Lors du match contre le Monténégro, il est élu joueur du match et mène son équipe à la victoire (79-74) avec 9 points et 13 passes décisives. Il termine la compétition avec 10,3 points, 2,8 rebonds et 6,5 passes décisives de moyenne.

### Famille
Scottie Wilbekin est le fils de Katy et Svend Wilbekin. Scottie Wilbekin a 2 petits frères. Mitchell, qui est aussi un meneur de jeu professionnel et qui a fait sa carrière universitaire chez les Demon Deacons de Wake Forest et Andrew, qui fait sa carrière universitaire à l’université d’Husson (en) dans le Maine.

## Palmarès

### En club
- Champion d'Israël : 2019, 2020, 2021
- Vainqueur de l'EuroCoupe 2017-2018
- Vainqueur de l'Euroligue 2024-2025 avec le Fenerbahçe
- Vainqueur de la Coupe de Turquie 2024, 2025
- Champion de Turquie 2024

### Distinctions personnelles
- MVP de la saison régulière et des Finales de l'EuroCoupe 2017-2018
- All-Star du championnat de Turquie 2016
- All-NBL First Team 2015
- Joueur de l'année de la Southeastern Conference 2014
- First-team All-SEC 2014
- SEC All-Defensive Team 2013, 2014